# Abderrazak Djahnit
Abderrazak Djahnit est un footballeur international algérien né le 8 janvier 1966 à El Madania dans la wilaya d'Alger. Il évoluait au poste d'avant centre.

## Biographie

### En club
Abderrazak Djahnit évolue en Algérie, en Belgique, en Tunisie, et en Tchéquie.
Il remporte notamment avec la JSK, une Ligue des champions de la CAF, trois titres de champion d'Algérie et une coupe d'Algérie.

### En équipe nationale
Abderrazak Djahnit reçoit six sélections en équipe d'Algérie entre 1989 et 1991, pour un but inscrit.
Il joue son premier match en équipe nationale le 31 décembre 1989, contre le Sénégal. Il joue son dernier match le 22 janvier 1991, contre cette même équipe.
Il participe avec la sélection algérienne à la Coupe d'Afrique des nations 1990 organisée dans son pays natal. Lors de cette compétition, il ne joue qu'une seule rencontre, face à l'Égypte. L'Algérie remporte le tournoi en battant le Nigeria en finale.

## Palmarès

### En clubs
- Champion d'Algérie en 1989, 1990 et 1995 avec la JS Kabylie.
- Vainqueur de la Coupe d'Algérie en 1992 avec la JS Kabylie.
- Finaliste de la Coupe d'Algérie en 1991 avec la JS Kabylie.
- Finaliste de la Supercoupe d'Algérie en 1994 et 1995 avec la JS Kabylie.
- Vainqueur de la Coupe des clubs champions africains en 1990 avec la JS Kabylie.
- Vice-champion de Tunisie en 1994 avec l'ES Sahel.
- Finaliste de la Coupe de Tunisie en 1994 avec l'ES Sahel.
- Finaliste de la Coupe de Tchéquie en 1997 avec le FK Příbram.

### En équipe nationale
- Vainqueur de la Coupe d'Afrique des nations en 1990 avec l'équipe d'Algérie.